# Гелдерн

Гелдерн на карте 1350 г.

Гелдерн, с 1086 — Графство Ге́лдерн, с 1339 года — Герцогство Гелдерн (нидерл. Hertogdom Gelre, нем. Herzogtum Geldern, фр. Duché de Gueldre) — государство в составе Священной Римской империи, территория которого ныне разделена между нидерландскими провинциями Гелдерланд и Лимбург и землёй Северный Рейн-Вестфалия (ФРГ). Название герцогства происходит от немецкого города Гельдерн, правители которого получили от императора в 1079 году титул графа, а в 1339 году — герцога.

## История
Северной границей герцогство выходило у ганзейского города Хардервейк к морскому заливу Зёйдерзе. Оно делилось на четверти с центрами в Арнеме, Неймегене, Зютфене и Рурмонде. Южная (рурмондская) четверть периодами представляла собой анклав, отделённый от остальных четвертей герцогствами Клевским и Брабантским. Эта четверть с юга граничила с Кёльнским архиепископством и герцогством Юлих-Берг.
Территориальная экспансия графов Гелдернских вниз по Рейну и Маасу продолжалась до 1288 года, когда граф Гелдернский потерпел поражение в кровопролитной битве при Воррингене за обладание Лимбургом.
Вследствие пресечения правящей династии в 1371 году герцогство через брак, по итогам Войны за гельдернское наследство, перешло к правителю соседнего герцогства Юлих. Фактическое управление герцогством находилось в руках местных дворян Эгмонтов, которые носили титул штатгальтера, или регента.
Когда последний герцог Юлихский умер в 1423 году без законнорождённого наследника, династическая уния Гелдерна с Юлихом была расторгнута. Император передал герцогский титул Арнольду Эгмонту, состоявшему в родстве с последним герцогом. Арнольд выдал дочь Марию за шотландского короля Якова II, но не смог защитить свои владения от притязаний Карла Смелого, который вынудил его в 1471 году продать Гелдерн бургундской короне. После гибели Карла Смелого его владения отошли к императору Максимилиану, который великодушно возвратил Гелдерн сыну Арнольда Адольфу Эгмонту.
В 1502—1543 годах имел место конфликт между Габсбургами и Карлом Эгмонтом, получивший название Гельдернская война. Сын Адольфа Карл Эгмонт умер в 1538 году, оставив множество детей, но среди них ни одного прижитого в браке. Ближайшим наследником угасшего рода Эгмонтов являлся герцог Лотарингии, однако император Карл V на 5 лет передал герцогство в Клевский дом, а в 1543 году отменил волю деда и оккупировал Гелдерн как законный наследник Карла Смелого. После его смерти герцогство вошло в состав Испанских Нидерландов.
Во время Восьмидесятилетней войны три четверти Гелдерна выступили на стороне Соединённых провинций и влились в их состав, а верхняя (рурмондская) четверть сохранила верность испанской короне.
По Утрехтскому миру 1713 года четверть, оставшаяся под властью Испанской короны, была поделена между Пруссией (города Гельдерн, Фирзен, Хорст, Венрай), Нидерландами (Монтфорт, Венло, Эхт), Австрией (Рурмонд, Нидеркрюхтен, Верт) и Юлих-Клеве-Бергом (Эркеленц). Современные границы были установлены в 1815 году на Венском конгрессе.

## Геральдика

До 1236 г.
В 1236—1276 гг.
В 1276—1379 гг.
После 1379 г.